# Fritz Bech
Fritz Bech, född 1863, död 1945, var en dansk dövpedagog.
Bech blev 1904 föreståndare för dövskolan i Fredericia, och var från 1899 redaktör för Nordisk tidskrift för dövstumskolan och från 1924 för den danska dövstumtidningen Effata. År 1926 blev han ordförande i Föreståndare- och undervisingsrådet vid det danska dövstumundervisningsväsendet och kultusministeriets konsulent. Bech utgav Ordbog for Døvstumme (2:a upplagan 1916) och flera läroböcker samt var en flitig skribent i fackpressen.